# Albanie Morin
Pour l’article homonyme, voir Morin.
Albanie Morin B.A., L.esL., LL.L. (30 avril 1921-30 septembre 1976) fut une professeure et femme politique fédérale du Québec.

## Biographie
Née à Sainte-Élizabeth au Manitoba, elle commença sa carrière publique en servant comme conseillère municipale dans la municipalité de Sillery.
Élue députée du Parti libéral du Canada dans la circonscription fédérale de Louis-Hébert en 1972, elle est réélue en 1974. Elle est morte en fonction en 1976 à l'âge de 55 ans.
En tant que vice-présidente adjointe des comités pléniers de 1974 à 1976, elle fut la première femme à occuper officiellement le fauteuil du Président de la Chambre des communes du Canada.